# Новомошковский сельсовет
Новомошковский сельсовет — сельское поселение в Мошковском районе Новосибирской области Российской Федерации.
Административный центр — село Новомошковское.

## История
Статус и границы сельского поселения установлены Законом Новосибирской области от 2 июня 2004 года № 200-ОЗ «О статусе и границах муниципальных образований Новосибирской области»

## Население
| 2002  | 2010  | 2012  | 2013  | 2014  | 2015  | 2016  |
| ----- | ----- | ----- | ----- | ----- | ----- | ----- |
| 1651  | ↗1658 | ↘1635 | ↗1672 | ↗1675 | ↘1634 | ↗1671 |
| 2017  | 2018  | 2019  | 2020  | 2021  |       |       |
| ↗1691 | ↗1743 | ↗1754 | ↘1716 | ↘1698 |       |       |

## Состав сельского поселения
| № | Населённый пункт | Тип населённого пункта       | Население |
| - | ---------------- | ---------------------------- | --------- |
| 1 | Горный           | посёлок                      | ↘309      |
| 2 | Красногорский    | посёлок                      | ↘292      |
| 3 | Новомошковское   | село, административный центр | ↘902      |
| 4 | Новый Порос      | село                         | ↘155      |

### Упразднённые населённые пункты
Орловский — упразднённый в 1968 году посёлок.